# 臺灣鶴姥魚
臺灣鶴姥魚，為輻鰭魚綱喉盤魚目喉盤魚科的其中一種，1902年，由大衛·斯塔爾·喬丹（David Starr Jordan）和亨利·威德·福勒（Henry Weed Fowler）根據在日本和歌山附近潮池中採集的樣本描述了該物種，分布於西北太平洋的日本至台灣海域，深度0至10公尺，本魚體延長且扁平，吻尖，腹鰭演化成吸盤，體紅褐色，體長可達5公分，屬底棲性魚類，棲息於岩石底質潮間帶，生活習性不明。